# Troppo tardi
Troppo tardi è un romanzo di Carlo Cassola scritto nel 1971 e pubblicato dalla casa editrice Rizzoli nel gennaio del 1975 dopo aver dato la precedenza ai due precedenti romanzi: Monte Mario e Gisella.

## Trama
La vicenda si svolge a Roma negli ultimi anni del regime fascista prima della guerra e vede tra i protagonisti Anna e Giorgio Cromo, due fratelli, rispettivamente di sedici e quattordici anni, legati, se pur tra soventi litigi, da un profondo affetto. Giorgio desta l'ammirazione e l'invidia di Anna per la sua intraprendenza, per il carattere determinato, per i molteplici interessi e per il buon gusto nel vestire. Anna, che è invece di natura insicura e volubile, interrompe presto gli studi, fa scelte fittizie, non sa farsi una vera amicizia e si innamora in modo inconcludente. Conosce Ferruccio Fila, un amico di Giorgio di due anni più giovane di lei, molto riservato e intellettuale, ma la loro conoscenza non va oltre qualche confidenza. Conosce in seguito un avvocato marchigiano, che però non esercita e si accontenta di fare l'impiegato, più anziano di lei e non di bell'aspetto e senza riflettere accetta di sposarlo dopo un breve fidanzamento. Il matrimonio entra presto in crisi a causa della grettezza di lui e il disamore di Anna.
Quando scoppia la guerra il marito di Anna va al fronte ed è fatto in seguito prigioniero e di lui non si saprà per molto tempo più nulla.
Giorgio intanto non è stato più fortunato e, anche lui, come la sorella, ha fatto un matrimonio mediocre. Durante la campagna di Albania viene chiamato alle armi ma viene ferito e rimpatriato. Dopo alcuni anni, siamo nel maggio del 1943, Anna incontra Ferruccio che confessa il segreto amore giovanile per lei e, dopo averlo frequentato per qualche tempo, accetta di iniziare una relazione.
Alla fine del '45 Giorgio essendosi compromesso con i repubblichini  perde l'impiego, il marito di Anna ritorna dalla prigionia e inizia le pratiche per la separazione, Ferruccio, che era stato arrestato durante il periodo clandestino vive, insieme ad Anna e il marito, nel loro appartamento.
Ferruccio, che lavora temporaneamente come giornalista praticante presso un giornale di partito, incontra Mario, un suo vecchio compagno di università, che fa l'inviato speciale per l'«Europeo» e gli confida di essere ancora indeciso sul suo futuro. Ripensando alla sua giovinezza e alla sua cattiva fortuna, si rende conto di essere sempre arrivato troppo tardi agli appuntamenti con la vita.
Negli ultimi capitoli del romanzo viene narrata la storia di Ferruccio e Anna che alternano momenti di tenere emozioni a intense scene di gelosia e continue lamentele per arrivare ad una sempre più forte ostilità.
Il giornale socialista dove lavora Ferruccio termina le pubblicazioni ma egli non se ne dispiace perché non vuole fare il giornalista ma lo scrittore.
Durante una vacanza al mare si invaghisce di una ragazzina, Annamaria, e si rende così conto che il suo amore per Anna, dalla quale però non riuscirà ad allontanarsi, è ormai finito.

## Analisi dell'opera
Il romanzo, che è composto da nove capitoli, mantiene una struttura compatta e, al di là del semplice narrare, possiede diverse pagine saggistico-narrative.  Come scrive Renato Bertacchini «La qualità tematica e strutturale di Troppo tardi (...) sta nel rapporto antagonistico, in senso cassoliano, tra Giorgio Cromo l'antagonista e l'autobiografico Ferruccio Fila. La stessa presenza di Anna, come terzo personaggio, sorella di Giorgio e poi amante di Ferruccio, con la sua femminile inquietudine e scontentezza vale come controprova e verifica di questo rapporto; dapprima, anche lei attratta dal fratello, che in seguito invece arriverà ad odiare cordialmente, e in parallelo, da principio indifferente nei confronti di Ferruccio, di cui solo in un secondo tempo e «troppo tardi» diventerà l'amante».

## Edizioni
- Carlo Cassola, Troppo tardi, Rizzoli, 1975.